# Nurżan Katajew
Nurżan Żołumbiekowicz Katajew (ur. 19 czerwca 1983) – kazachski zapaśnik w stylu wolnym. Trzykrotny uczestnik mistrzostw świata, dziewiąty w 2005. Piąty na igrzyskach azjatyckich w 2010. Pięć medali na mistrzostwach Azji, złoty w 2006. Drugi w Pucharze Azji w 2003 roku.